# Piła (film krótkometrażowy)
Piła – australijski film krótkometrażowy wyreżyserowany przez Jamesa Wana. Jest to pierwowzór napisanego rok później filmu pełnometrażowego pod tym samym tytułem. W internecie film funkcjonuje także pod nazwą Saw 0.5 (pl. Piła 0,5).

## Fabuła
Film opowiada o Davidzie, który znajduje się w pokoju przesłuchań, jest zakuty w kajdanki oraz ma pokrwawioną twarz i koszulkę. David skończył swoją pracę w szpitalu, a następnie po utracie przytomności został przywieziony do dużego pokoju i przywiązany do krzesła.
Bohater ma przymocowaną do głowy zardzewiałą konstrukcję „reverse beartrap”. Po jego lewej stronie znajduje się mały telewizor, na którym lalka Billy przekazuje mu instrukcję co musi zrobić by przetrwać, oraz jakie będą konsekwencje niewykonania zadania. Billy przekazuje Davidowi także informację, że jedyny klucz do zdjęcia urządzenia znajduje się w żołądku nieżyjącego mężczyzny leżącego w tym samym pokoju.
David jest w stanie uwolnić się z więzów, ale tym samym uruchamia zegar znajdujący się z tyłu urządzenia. Znajduje ciało, o którym mówiła lalka, lecz okazuje się, że ta osoba żyje. David rozszarpuje ciało sparaliżowanego mężczyzny by znaleźć klucz. Po znalezieniu klucza David uwalnia się z pułapki, orientując się, że ta po chwili rozerwałaby jego głowę.
Po wykonaniu zadania David krzyczy i płacze, po chwili do pokoju na trzykołowym rowerku wjeżdża Billy gratulując Davidowi wykonania zadania.
Film kończy się pytaniem policjanta do Davida „Are you grateful, David?” („Czy jesteś wdzięczny, Davidzie?”)

## Obsada
- Leigh Whannell - David
- Paul Moder - Policjant
- Katrina Mathers - Pielęgniarka
- Dean Francis - Ciało

## Podobieństwa dofilmu pełnometrażowego
- Obydwa filmy zostały napisane przez Leigh Whannella i wyreżyserowane przez Jamesa Wana.
- W obydwu filmach jedną z głównych ról zagrał Leigh Whannell.
- W filmie pełnometrażowym podobne zadanie ma Amanda Young grana przez Shawnee Smith

## Różnice z filmem pełnometrażowym
- Leigh Whannell gra dwie różne postacie.
- Lalka Billy ma inny wygląd i głos.
- Łazienka widoczna w filmie jest dużo większa niż w filmach pełnometrażowych.